# 陈高华
陈高华（1938年3月—），男，汉族，浙江温岭人，中华人民共和国历史学家，中国社会科学院研究员、学部委员。

## 生平
1960年8月毕业于北京大学历史系。